# Kieran Ricardo Gibbs
Kieran Ricardo Gibbs (nascut el 26 de setembre de 1989) és un futbolista anglès, que actualment juga pel West Brown de lateral esquerre.

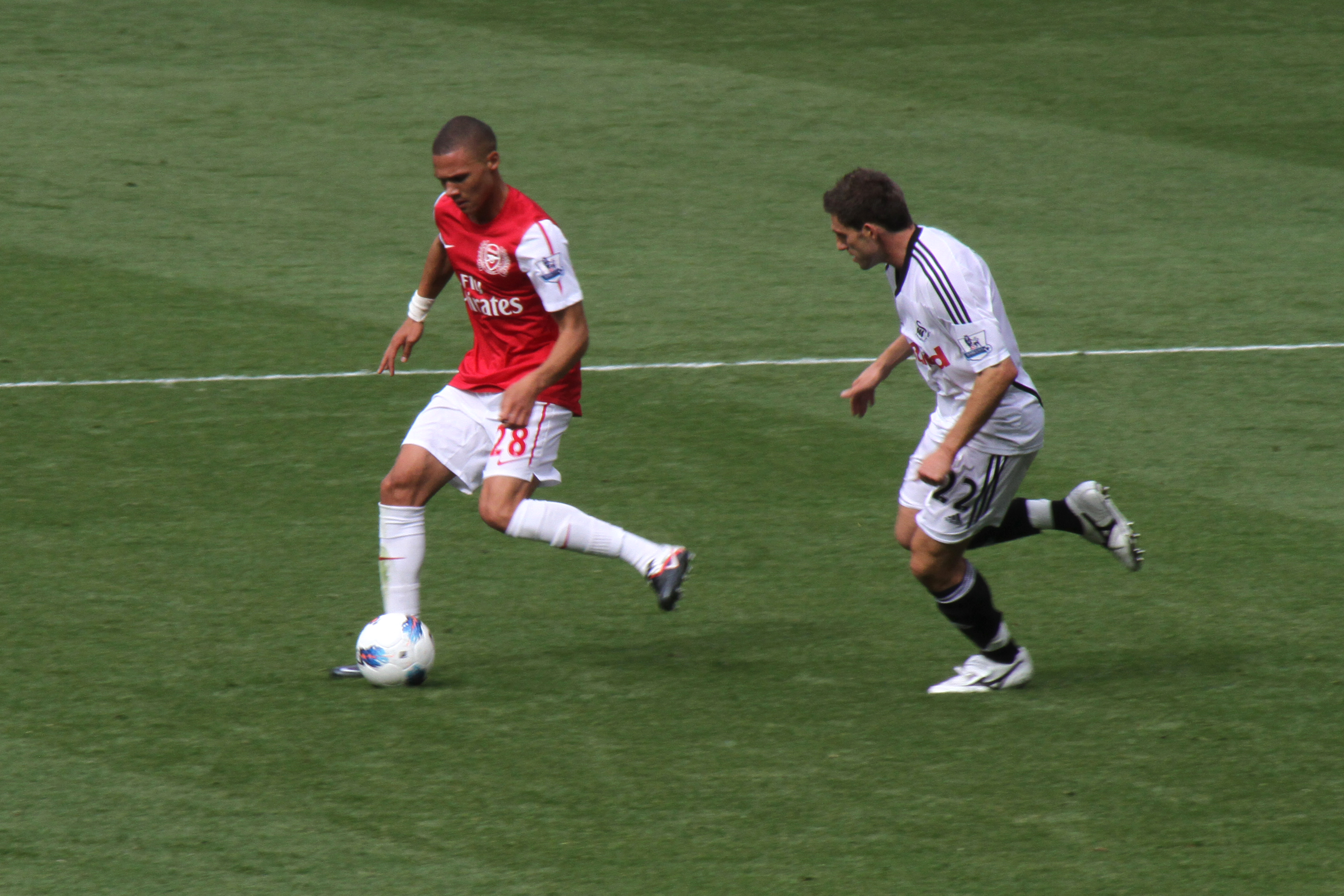
Àngel Rangel defensant Kieran Gibbs (Arsenal) el setembre de 2011.